# 갸롯푸
주식회사 갸롯푸(일본어: 株式会社ぎゃろっぷ, 영어: GALLOP Co.,Ltd.)는 일본의 애니메이션 제작 회사로, 일본동화협회 정회원, 네리마 애니메이션 협의회 회원사이다.

## 설립 배경
1986년 OVA 현립 지구 방위군 으로부터 본격적으로 원청 제작을 개시해 1988년 텔레비전 애니메이션 키테레츠 대백과 로부터 최초의 자사 단독에 의한 원청 제작을 개시. 후지코 애니메이션에서는 신에이 동영상 제작의 도라에몽에 이은 8년에 이르는 장기 작품이 되었다 1998년 방송 개시한 오자루마루 보다 디지털 제작을 개시. 이 회사를 대표하는 최장수 작품이다. 2001년 2월 27일 현재 회사명으로 상호 변경했다 오자루마루 외에 오랫동안 유희왕 시리즈의 제작을 다루고 있었지만, 유희왕 VRAINS를 마지막으로 제작이 타사 갸롯푸(ぎゃろっぷ) 로 이행해, 신규 원청 작품도 감소. 이듬해 2018년경부터 도에이 도에이 애니메이션 그로스 계약이나 공동 제작이 중심이 되고 있었지만, 2022년 말에 오자루마루 이외의 신규의 전 계약 작품으로서는 약 5년만인 나와 로보코를 제작.

## 필모그래피

### 텔레비전 시리즈
- 《터치》 (1985~1987년)
- 《고등학교! 기면 세트》 (1985~1987년)
- 《달타냥의 모험》 (1987~1989년)
- 《키테레츠 대백과》 (1988~1996년)
- 《미라클 자이언츠 동몽군》 (ミラクルジャイアンツ童夢くん, 1989~1990년)
- 《가키데카》 (1989~1990년)
- 《탄켄 고블린 섬》 (1990~1991년)
- 《RPG전설 헤포이》 (1990~1991년)
- 《겐지 커뮤니케이션》 (ゲンジ通信あげだま, 1991~1992년)
- 《지구 SOS 그것 이케 콜로린》 (1992~1993년)
- 《히메짱의 리본》 (姫ちゃんのリボン, 1992~1993년)
- 《쥐라기 월드컵》 (1993~1994년)
- 《빨간 망토 차차》 (1994~1995년)
- 《리리카 SOS》 (1995~1996년)
- 《바람의 검심》 (1996~1997년)
- 《아이들의 장난감》 (1996~1998년)
- 《여기는 잘나가는 파출소》 (1996~2004년)
- 《이니셜 D》 (1998년)
- 《오자루마루》 (1998년부터)
- 《트랜스포머 카로봇》 (2000년)
- 《유희왕 듀얼몬스터즈》 (2000~2004년)
- 《탑블레이드》 (2001~2003년)
- 《포르자! 히데 마루》 (フォルツァ!ひでまる, 2002년)
- 《구슬동자 제터스》 (ボンバーマンジェッターズ, 2002~2003년)
- 《아스트로보이 철완 아톰》 (2003~2004년)
- 《용의 전설 레전더》 (2004~2005년)
- 《유희왕 듀얼몬스터즈 GX》 (2004~2008년)
- 《두근두근 비밀친구》 (2005~2006년)
- 《아이실드 21》 (2005~2008년)
- 《워킹맨》 (2006년)
- 《부드러움과 감동의 고집》 (2007~2008년)
- 《유희왕 5D's》 (2008~2011년)
- 《매일엄마》 (2009~2012년)
- 《유희왕 ZEXAL》 (2011~2014년)
- 《마진 본》 (2014~2015년)
- 《레이디 쥬얼 펫》 (2014~2015년)
- 《월드 트리거》 (2014~2016년)
- 《유희왕 ARC-V》 (2014~2017년)
- 《쥬얼 펫 매지컬 체인지》 (2015년)
- 《유희왕 VRAINS》 (2017~2019년)
- 《카드캡터 사쿠라 클리어 카드 편》 (2018년)
- 《폭조 바헌터》 (2018년 - 2019년)
- 《디지몬 어드벤처:》 (2020년 - 2021년)
- 《디지몬 고스트 게임》 (2021~2023년)
- 《이상한 과자가게 전천당》 (2022년부터)
- 《나와 로보코》 (2022년부터)

### 애니메이션 영화
- 《애니메이션 삼총사 아라미스의 모험》 (1989년)
- 《루로니 검심 - 메이지 검객 낭만담 - 유신지사에 대한 진혼가》 (1997년)
- 《여기는 카츠시카구 카메아리 공원 앞 파출소 극장판》 (1999년)
- 《영화 오자루 마루 약속의 여름 오자루와 세미라》 (2000년)
- 《여기는 카츠시카구 카메아리 공원 앞 파출소 극장판2 UFO습격! 토네이도 대작전!!》 (2003년)
- 《유희왕 극장판 빛의 피라미드》 (2004년)
- 《강의빛》 (川の光, 2009년)
- 《유희왕 극장판 : 시공을 초월한 우정》 (2010년)
- 《극장판 유희왕 더 다크 사이드 오브 디멘션즈》 (2016년)
- 《영화 폭낚시 바헌터 수수께끼 바코드 삼각형! 폭낚시! 카미카이 물고기 포세이돈》 (2019년)
- 《인체의 서바이벌!》 (2020년)
- 《심해 서바이벌!》 (2021년)
- 《오시리 탄테 꿈의 점보 스위트 감자 축제》 (2022년)

### OVA
- 《현립 지구 방위군》 (1986년)
- 《TWD Express》 (1987년)
- 《맵스 전설의 방황하는 성인들》 (1987년)
- 《TO-Y》 (1987년)
- 《1파운드의 복음》 (1988년)
- 《후지코 F 후지오의 SF 단편 극장》 (1990~1991년)
- 《빨간 망토 차차》 (1995~1996년)
- 《애니메이션 고전 문학관》 (2003년)
- 《아이실드 21 크리스마스 그릇에가는 길 ~ 남쪽 섬에서 특훈이다! YA-YA-!!》 (2005년)
- 《소년탐정 김전일》 (2012~2013년)

### 게임 애니메이션
- 《소나타》
- 《폭조 헌터스》
- 《프린세스 커넥트! Re:Dive》